# シアベロ・セナトラ
シアベロ・セナトラ（Seabelo Senatla、1993年2月10日 - ）は、ユナイテッド・ラグビー・チャンピオンシップ、ストーマーズに所属するラグビー選手。

## プロフィール
- 南アフリカ・ウェルコム出身。
- ポジションはウィング(WTB)。
- 身長 179cm、体重 84kg
- U20南アフリカ代表に選ばれたことがある[1]。
- リオ五輪の7人制南アフリカ代表に選ばれ[2]銅メダル獲得。

## 略歴
ウェスタン・プロヴィンスを経て、2014年、ストーマーズに加入。

## 受賞歴
- ワールドラグビー最優秀男子セブンズ選手賞:2016年[4]